# Улица Энтузиастов (Киев)
У́лица Энтузиа́стов (укр. ву́лиця Ентузіа́стів) — улица в Днепровском районе города Киева, жилой массив Русановка. Пролегает от Русановской набережной (дважды, образуя полукольцо) вдоль берега Русановского канала.
К улице Энтузиастов примыкают бульвар Игоря Шамо и три моста через Русановский канал: автомобильный (к улице Плеханова) и два пешеходных (к проспекту Соборности  и улице Флоренции).

## История
Возникла в 1961 году под названием 1-я Новая улица. Современное название получила в 1964 году.

## Здания
Основное количество зданий улицы — жилые дома. Также по улице расположены:
- Почтовые отделения № 147 и № 154
- Библиотека им. Маяковского Днепровского района
- Аптеки «Биокон» и «Фармация»
- Детская музыкальная школа, несколько детских садов, гимназия № 136, школа-детсад, средняя школа № 137
- несколько банкоматов, ЖЕКи
- Гостиничный комплекс «Славутич»

## Транспорт
Недалеко от улицы расположена станция метро «Левобережная» и железнодорожный остановочный пункт Левобережная. По улице проезжает автобус № 48 (Станция метро «Левобережная» → улица Раисы Окипной → полностью улица Энтузиастов). Конец и начало улицы (остановки «улица Энтузиастов» и «гостиница Славутич» соответственно) также входят в маршрут автобуса № 49 и маршрутного такси № 249 (Станция метро «Левобережная» — Железнодорожная платформа «Левый берег»).